# Yare (rivière)
Pour les articles homonymes, voir Yare.
La Yare est un fleuve côtier de l'Est de l'Angleterre, dans le comté du Norfolk.

## Géographie
Dans son cours inférieur, c'est l'une des principales voies navigables des Broads qui se connecte au reste du réseau.
Le fleuve prend sa source au sud de Dereham et se dirige vers l'ouest jusqu'au village de Shipdham. Au-dessus de sa confluence avec un affluent près de Garvestone, il est connu sous le nom de Blackwater River. De là, il coule vers l'est, en passant Barnham Broom  il est rejoint par la rivière Tiffey avant d'atteindre Bawburgh. Il longe ensuite les franges sud de la ville de Norwich, en passant par Colney, Cringleford, Lakenham et Trowse. À Whitlingham, la Yare est rejointe par la  Wensum et, bien que la Wensum soit la plus grande et la plus longue des deux, le fleuve, en aval de leur confluence continue d'être appelé la Yare. Coulant vers l'est dans les Broads, il passe devant les villages de Bramerton, Surlingham, Rockland St Mary et  Cantley. Juste avant Reedham à  'Hardley Cross'  (érigé en 1676,) il est rejoint par le River Chet. La croix marque l'ancienne frontière entre la ville de Norwich et l'arrondissement de Great Yarmouth. Au-delà de Reedham, la rivière passe dans la zone de marais isolée de Berney Arms avant d'entrer dans le lac de marée de Breydon Water. Ici, la Yare est rejointe par les cours d'eau Waveney et Bure et pénètre enfin dans la mer du Nord à Gorleston, Great Yarmouth,.